# إدوين أ. جيبسون
إدوين أ. جيبسون (بالإنجليزية: Edwin A. Gibson)‏ هو مهندس معماري أمريكي، ولد في 2 يونيو 1926 في كمبرلاند في الولايات المتحدة، وتوفي في 20 نوفمبر 2011 في إنديانابوليس في الولايات المتحدة.